# Coosada
Coosada – miasto w Stanach Zjednoczonych, w stanie Alabama, w hrabstwie Elmore. W roku 2023 miasto zamieszkiwało 1265 osób, a gęstość zaludnienia wynosiła 66,6 osoby/km².